# Baixa tecnologia
A baixa tecnologia (do inglês: low tech) é uma tecnologia simples, oposta à obsessão da alta tecnologia.
A baixa tecnologia pode ser praticada ou fabricada com o mínimo de investimento de capital por parte de um indivíduo ou pequeno grupo. Como também, o conhecimento por trás da prática pode ser completamente compreendido por um só indivíduo, livre da intensificação das especializações e compartimentalizações. Em algumas definições, as técnicas e designs de baixa tecnologia caem em desuso em razão das mudança das condições ou prioridades socio-econômicas. Em geral, essas tecnologias são facilmente fabricáveis, adaptáveis e reparáveis, e usam pouca energia e recurso (que são preferencialmente locais), em coerência com os princípios de forte sustentabilidade e resiliência coletiva.
Baixas tecnologias estão presentes na vida cotidiana. Por exemplo, utilizar bicicletas para locomoção ou reparar independentemente sua própria casa, ao invés de terceirizar essas responsabilidades, corresponde à filosofia da baixa tecnologia.

## História

### Origem histórica
Em tecnologias primitivas como o Bushcraft, ferramentas que usam pedra, madeira, tecido, etc. podem ser vistas como baixa tecnologias, como também as máquinas pré-revolução industrial como os moinhos de vento e barcos à vela

### Década de 70
A expansão econômica do pós-guerra resultou em uma dúvida sobre o progresso, tecnologia e crescimento infinito no começo da década de 70, notavelmente através do report Os Limites do Crescimentos (1972). Muitos buscaram definir o que tecnologias leves seriam, levando ao movimento da baixa tecnologia. Essas tecnologias tem sido descritas como 'intermediárias' (E.F. Schumacher), "liberatórias" (M. Bookchin), ou mesmo democráticas. Assim, uma filosofia advogando um uso ampliado de tecnologias leves se desenvolveu no Estado Unidos, e muitos estudos foram conduzidos ao longo dos anos, em particular por pesquisadores como Langdon Winner.

### Anos 2000 e depois
O termo "Baixa Tecnologia" tem sido mais e mais utilizado na literatura científica, em particular na análise do trabalho de alguns autores da década de 1970: como por exemplo Hirsch ‐ Kreinsen, o livro High tech, low tech, no tech (Alta tecnologia, baixa tecnologia, nenhuma tecnologia)  ou Gordon.
Recentemente, a perspectiva de escarcez de recursos  - especialmente minerais - levou à uma crítica crescente da alta tecnologia.

## As várias definições

### Definições binárias
De acordo com o Cambridge International Dictionary of English, o conceito de baixa tecnologia é simplesmente um técnica que não é recente, ou que usa de materiais antigos.

### Crítica da técnica
A baixa tecnologia é por vezes descrita como um "movimento anti-alta tecnologia", enquanto uma renúncia deliberada de uma tecnologia complicada e cara. Esse tipo de protesto social critica qualquer tecnologia desproporcional: uma comparação com o movimento neo-luddista é portanto possível. Essa parte crítica do movimento baixa tecnologia pode também ser chamada de tecnologia nenhuma.

### Atualmente: uma abordagem ampliada e balanceada
Uma segunda, e mais sútil definição de baixa tecnologia toma como referências aspectos filosóficos, ecológicos e sociais. A baixa tecnologia não se restringe mais à velhas técnicas, mas é também estendida às novas, técnicas orientadas para o futuro, mais ecológicas e pretendendo a recriação dos laços sociais. Uma inovação de baixa tecnologia é portanto possível.
Contrariamente a primeira definição, esta é muito mais otimista, e tem uma conotação positiva. Se oporia à obsolescência programada dos objetos, e questionaria a sociedade do consumo, como também seus valores implícitos. Com essa dfinição, o conceito de baixa tecnologia implicaria que qualquer um poderia fazer objetos com sua inteligência, e compartilhar seu saber prático para popularizar sua criação. Uma baixa tecnologia deve portanto ser acessível a todos, e poderia consequentemente ajudar à reduzir as desigualdades.